# Liste der Kulturdenkmale in Salzwedel
In der Liste der Kulturdenkmale in Salzwedel sind alle Kulturdenkmale der Stadt Salzwedel (Altmarkkreis Salzwedel) und ihrer Ortsteile aufgelistet. Grundlage ist das Denkmalverzeichnis des Landes Sachsen-Anhalt, das auf Basis des Denkmalschutzgesetzes des Landes Sachsen-Anhalt vom 21. Oktober 1991 durch das Landesamt für Denkmalpflege und Archäologie Sachsen-Anhalt erstellt und seither laufend ergänzt wurde (Stand: 31. Dezember 2024).

## Kulturdenkmale nach Ortsteilen

### HansestadtSalzwedel
| Lage | Bezeichnung                    | Beschreibung | Erfassungs- nummer | Ausweisungsart               | Bild |
| --- | ------------------------------ | --- | ------------------ | ---------------------------- | --- |
| Ackerstraße 13 (Karte) | Speicher                       | | 094 61329          | Baudenkmal                   | BW |
| Alte Jeetze 1, 2, 3, 4, 5, 6, 7, 8, 9, 10, 11, 12, 13, 14, 15, 16, 17, 18, 19, 20, 21, 22, 23, 24, 25, 26, 27, 28, 29, 30, 31, 33, 34, 36, 38, (40), 42, 44, Altperverstraße 1, 2, 3, 4, 5, 6, 7, 8, 9, 10, 11, 12, 13, 14, 15, 16, 17, 18, 19, 20, 21, 22, 23, 24, (25), 26, 27, 28, 29, 30, 31, 32, 34, 35, 36, 38, 40, 42, 44, 46, 48, Am Schulwall 1, An der Katharinenkirche 1, 2, 3, 4, 5, 6, 7, 8, 9, 10, An der Lorenzkirche 1, (2), 3, (4), 5, 6, 7, 8, 9, 10, 11, 12, 13, 14, 16, 18, 20, 22, 24, 26, An der Marienkirche 1, 2, 3, 3a, 3b, 4, 5, 5a, 6, 7, 8, 9, 10, An der Mönchskirche 2, 4, 5, 6, 7, 7a, 8, 9, 9b, Bocksbrücke 1, 2, 3, 4, 5, 7, 9, 9a, 11, Breite Straße 1, (2), 3, 4, 5, 6, 7, 8, 9, 10, 11, 12, 13, 14, 15, 16, 17, 18, 19, 20, (21), 22, 23, 24, 25, 26, 27, 28, 29, 30, 31, 32, 33, 34, 35, 36, 37, 38, 39, 40, 41, 42, 43, 45, 47, 51, Burgstraße 1, 2, 3, 4, 5, 6, 7, 8, 9, 10, 11, 12, 13, 14, 15, 16, 17, 18, 19, 20, 21, 22, 23, 24, 25, (26), 27, (28), 29, 30, 31, 32, 33, 34, 35, 36, 37, 38, 39, 4 (Karte) | Stadt                          | Alt- und Neustadt | 094 05826          | Denkmalbereich               | Stadt |
| Altperverstraße 8 Altstadt, Südzeile des Straßenzugs (Karte) | Wohn- und Geschäftshaus        | | 094 61330          | Baudenkmal                   | Wohn- und Geschäftshaus |
| Altperverstraße 10 Altstadt, Südzeile des Straßenzuges, direkt an der Jeetze (Karte) | Wohnhaus                       | | 094 61331          | Baudenkmal                   | Wohnhaus |
| Altperverstraße 12 an der Jeetze (Karte) | Wohnhaus                       | | 094 61332          | Baudenkmal                   | Wohnhaus |
| Altperverstraße 14 Altstadt (Karte) | Wohn- und Geschäftshaus        | | 094 61333          | Baudenkmal                   | Wohn- und Geschäftshaus |
| Altperverstraße 19 Altstadt, Nordzeile der Straße, Eckbebauung zur Nicolaistraße (Karte) | Villa                          | | 094 61335          | Baudenkmal                   | Villa |
| Altperverstraße 20 Altstadt (Karte) | Wohnhaus                       | | 094 05922          | Baudenkmal                   | Wohnhaus |
| Altperverstraße 22 Altstadt (Karte) | Münzstätte                     | Alte Münze | 094 05923          | Baudenkmal                   | Weitere Bilder |
| Altperverstraße 23 (Karte) | Wohn- und Geschäftshaus        | Hansa-Haus | 094 61336          | Baudenkmal                   | Wohn- und Geschäftshaus |
| Altperverstraße 26 (Karte) | Wohnhaus                       | | 094 61260          | Baudenkmal                   | Wohnhaus |
| Altperverstraße 28 Südzeile der Altperverstraße (Karte) | Wohnhaus                       | | 107 15006          | Baudenkmal                   | Wohnhaus |
| Altperverstraße 48 Altstadt am östlichen Jeetze-Umfluter (Karte) | Torhaus                        | | 094 05924          | Baudenkmal                   | Torhaus |
| Am Bleichwall 1, 3, 5, 7, Am Eichwall 1, 3, Goethestraße 8, 9, 10, 11, 12, 13, 14, 15, 16, 17, 18, 19, 20, 21, 22, 23, 24, 25, 26, 27, 28, 29, 30, 31, 31a, 32, 33, 34, 35, 36, 37, 38, 39, 40, 41, 41a, 41b, 42, 45, 47, 49, 53, 55, 57, 59, 61, 65, 67, 69, 71, 73, 75, 77, 79, Vor dem Lüchower Tor 2-4, 6a, 8, 10 nordöstlich der Katharinenkirche (Karte) | Straßenzug                     | | 094 10847          | Denkmalbereich               | [[Vorlage:Bilderwunsch/code!/C:52.85423,11.159246!/D:Am Bleichwall 1, 3, 5, 7, Am Eichwall 1, 3, Goethestraße 8, 9, 10, 11, 12, 13, 14, 15, 16, 17, 18, 19, 20, 21, 22, 23, 24, 25, 26, 27, 28, 29, 30, 31, 31a, 32, 33, 34, 35, 36, 37, 38, 39, 40, 41, 41a, 41b, 42, 45, 47, 49, 53, 55, 57, 59, 61, 65, 67, 69, 71, 73, 75, 77, 79, Vor dem Lüchower Tor 2-4, 6a, 8, 10 nordöstlich der Katharinenkirche,!/\|BW]] |
| Am Perver Berg 60a Perver (Karte) | Zwangsarbeiterlager            | | 094 61342          | Baudenkmal                   | BW |
| Amtsstraße 21, 23, 25, 27 Vorort Perver (Karte) | Häusergruppe                   | | 094 16540          | Denkmalbereich               | BW |
| An der Katharinenkirche Neustadt (Karte) | Kirche St. Katharina           | | 094 05835          | Baudenkmal                   | Weitere Bilder |
| An der Katharinenkirche Grünfläche südwestlich der Kirche (Karte) | Denkmal                        | Friedrich-Gartz-Denkmal | 094 61338          | Kleindenkmal                 | Denkmal |
| An der Katharinenkirche 1, Neustadt (Karte) | Pfarrhof                       | | 094 05928          | Baudenkmal                   | Pfarrhof |
| An der Katharinenkirche 6, Neustadt (Karte) | Schule                         | Neustädter Lateinschule | 094 05929          | Baudenkmal                   | Schule |
| An der Katharinenkirche 8, Neustadt (Karte) | Wohnhaus                       | | 094 05930          | Baudenkmal                   | Wohnhaus |
| An der Lorenzkirche, Altstadt (Karte) | Lorenzkirche                   | | 094 05832          | Baudenkmal                   | Weitere Bilder |
| An der Lorenzkirche 5, Altstadt, südlich der Lorenzkirche (Karte) | Wohnhaus                       | | 094 61339          | Baudenkmal                   | Wohnhaus |
| An der Lorenzkirche 10 (Karte) | Wohnhaus                       | | 094 21199          | Baudenkmal                   | Wohnhaus |
| An der Lorenzkirche 13, Altstadt (Karte) | Wohnhaus                       | | 094 61368          | Baudenkmal                   | Wohnhaus |
| An der Marienkirche, Altstadt (Karte) | Kirche St. Marien              | | 094 60922          | Baudenkmal                   | Weitere Bilder |
| An der Marienkirche 1, 2, Altstadt (Karte) | Küsterhaus                     | Küsterhaus und Klus | 094 61376          | Baudenkmal                   | Küsterhaus |
| An der Marienkirche 4 Altstadt (Karte) | Pfarrhaus                      | | 094 05931          | Baudenkmal                   | Pfarrhaus |
| An der Marienkirche 5 Altstadt (Karte) | Pfarrhaus                      | | 094 05932          | Baudenkmal                   | Pfarrhaus |
| An der Marienkirche 8 Altstadt (Karte) | Handwerkerhaus                 | | 094 05807          | Baudenkmal                   | Handwerkerhaus |
| An der Marienkirche 10 Altstadt (Karte) | Wohnhaus                       | | 094 61178          | Baudenkmal                   | Wohnhaus |
| An der Marienkirche 11 Altstadt (Karte) | Wohnhaus                       | | 094 05934          | Baudenkmal                   | Wohnhaus |
| An der Marienkirche 3, 3a, 3b Altstadt (Karte) | Propstei                       | Propstei | 094 05836          | Baudenkmal                   | Weitere Bilder |
| An der Mönchskirche, Altstadt (Karte) | Mönchskirche                   | | 094 05834          | Baudenkmal                   | Weitere Bilder |
| An der Mönchskirche 5, nördlich der Mönchskirche (Karte) | Klausur                        | | 094 61341          | Baudenkmal                   | BW |
| Arendseer Straße Friedhof Arendseer Straße (Karte) | Gedenkstätte                   | | 094 05769          | Baudenkmal                   | BW |
| Arendseer Straße 10 westlich des Friedhofs Arendseer Straße (Karte) | Mühle                          | | 094 60921          | Baudenkmal                   | Mühle |
| Bahnhofstraße (Karte) | Bahnhof                        | Bahnhof Salzwedel | 094 61328          | Baudenkmal                   | Bahnhof |
| Bahnhofstraße Bahnhofsvorplatz (Karte) | Denkmal                        | Denkmal für Bombenopfer vom 22. Februar 1945: "300 Tote mahnen zum Frieden"                                                                                            | 094 05770          | Kleindenkmal                 | BW |
| Breite Straße 1 Neustadt (Karte) | Wohn- und Geschäftshaus        | Terrakottenhaus | 094 05883          | Baudenkmal                   | Wohn- und Geschäftshaus |
| Breite Straße 22 Neustadt (Karte) | Kaufhaus                       | Kaufhaus Ramelow | 094 05884          | Baudenkmal                   | Kaufhaus |
| Breite Straße 30 Neustadt, Eckbebauung zur Mittelstraße (Karte) | Wohn- und Geschäftshaus        | Möbelhaus Gustav Dieterichs | 094 61345          | Baudenkmal                   | BW |
| Breite Straße 34 Neustadt (Karte) | Postamt                        | | 094 12951          | Baudenkmal                   | Postamt |
| Burgstraße (Karte) | Burg Salzwedel                 | Burg | 094 05996          | Baudenkmal                   | Weitere Bilder |
| Burgstraße | Mauer                          | Mauer | 094 05996 001      | Teilobjekt eines Baudenkmals | |
| Burgstraße (Karte) | Bergfried                      | Bergfried | 094 05996 002      | Teilobjekt eines Baudenkmals | Weitere Bilder |
| Burgstraße, Holzmarktstraße | Park                           | Park | 094 05996 003      | Teilobjekt eines Baudenkmals | |
| Burgstraße (Karte) | Kriegerdenkmal                 | Kriegerdenkmal | 094 05996 004      | Teilobjekt eines Baudenkmals | Weitere Bilder |
| Burgstraße 2 Eckbebauung zur Neuperver Straße (Karte) | Wohn- und Geschäftshaus        | Möbelhaus Willy Lausecker | 094 61346          | Baudenkmal                   | Wohn- und Geschäftshaus |
| Burgstraße 8 (Karte) | Wohn- und Geschäftshaus        | Wollspinnerei F. Kersten | 094 61347          | Baudenkmal                   | Wohn- und Geschäftshaus |
| Burgstraße 14 Einmündung Lohteich in die Burgstraße (Karte) | Kaufhaus                       | | 094 61348          | Baudenkmal                   | Kaufhaus |
| Burgstraße 16 Neustadt (Karte) | Speicher                       | Königlich-Preußisches Wollmagazin | 094 05818          | Baudenkmal                   | Speicher |
| Burgstraße 18 Neustadt, in unmittelbarer Nähe der Burg (Karte) | Ackerbürgerhof                 | Bürgermeisterhof | 094 05870          | Baudenkmal                   | Weitere Bilder |
| Burgstraße 20 Westzeile der Burgstraße (Karte) | Wohn- und Geschäftshaus        | Th. Krause & Sohn | 094 61349          | Baudenkmal                   | Wohn- und Geschäftshaus |
| Burgstraße 50, Holzmarktstraße 2 Seitenflügel hinter dem Gebäude Holzmarktstraße 2 (Karte) | Wirtschaftsgebäude             | | 094 61350          | Baudenkmal                   | Wirtschaftsgebäude |
| Burgstraße 68 Westermarktstraße 2a Altstadt (Karte) | Altstädter Rathaus             | heute Sitz des Amtsgerichts Salzwedel | 094 05833          | Baudenkmal                   | Weitere Bilder |
| Burgstraße 69 Altstadt (Karte) | Wohn- und Geschäftshaus        | | 094 05819          | Baudenkmal                   | Wohn- und Geschäftshaus |
| Burgstraße 71 Altstadt (Karte) | Gasthaus                       | Gerichtslaube | 094 05871          | Baudenkmal                   | Gasthaus |
| Burgstraße 73 Altstadt (Karte) | Apotheke                       | Löwen-Apotheke | 094 61179          | Baudenkmal                   | Apotheke |
| Böddenstedter Weg Grünanlage an der Nikolaus-Gercken-Straße, unweit des Bahnübergangs (Karte) | Kriegerdenkmal                 | Ulanendenkmal | 094 61344          | Kleindenkmal                 | BW |
| Böddenstedter Weg 69a Salzwedeler Dumme (Karte) | Mühle                          | Wassermühle | 094 61343          | Baudenkmal                   | BW |
| Chüdenstraße 2 Altstadt, Eckbebauung zur Nicolaistraße (Karte) | Gewerbehof                     | | 094 61351          | Baudenkmal                   | Gewerbehof |
| Chüdenstraße 9 Altstadt (Karte) | Wohnhaus                       | | 094 61352          | Baudenkmal                   | Wohnhaus |
| Chüdenstraße 13 Altstadt hinter der östlichen Stadtmauer/östl. Jeetze-Umfluter (Karte) | Wirtschaftsgebäude & Wohnhaus  | | 094 61353          | Baudenkmal                   | Wirtschaftsgebäude & Wohnhaus |
| Dämmchenweg 1a, 1b, Nordbockhorn 3, 3a, 3b, 4, 5, 6, 7, 8, 9, 10, 11, 12, 13, 14, 15, 16, 17, 18, 19, 19a, 19b, 19c, 20, 21, 22, (23), 24, 25, 26, 27, 28, Südbockhorn 1, 2, 3, 4, 5, 6, 7, 8, 9, 10, 11, 12, 13, (14), 15, 16, 17, 18, 19, 20, 21, 22, 23, 24, 25, 26, 27, 28, 29, 30, 31, 32, 33, 34, 35, 36, 37, 38, 39, 40, 41, 42, 43, 44, 45, 46, 47, 48, 49, 50, 51, 52, 53, 54, 55, 56, 57, 58, 59, 61, 63, 65, 67 nordwestlich der Burg (Karte) | Vorstadt                       | | 094 61316          | Denkmalbereich               | [[Vorlage:Bilderwunsch/code!/C:52.853794,11.147365!/D:Dämmchenweg 1a, 1b, Nordbockhorn 3, 3a, 3b, 4, 5, 6, 7, 8, 9, 10, 11, 12, 13, 14, 15, 16, 17, 18, 19, 19a, 19b, 19c, 20, 21, 22, (23), 24, 25, 26, 27, 28, Südbockhorn 1, 2, 3, 4, 5, 6, 7, 8, 9, 10, 11, 12, 13, (14), 15, 16, 17, 18, 19, 20, 21, 22, 23, 24, 25, 26, 27, 28, 29, 30, 31, 32, 33, 34, 35, 36, 37, 38, 39, 40, 41, 42, 43, 44, 45, 46, 47, 48, 49, 50, 51, 52, 53, 54, 55, 56, 57, 58, 59, 61, 63, 65, 67 nordwestlich der Burg,!/\|BW]]                                                                                     |
| Dämmchenweg 41 westlich des Pfefferteiches, an der Dumme (Karte) | Badeanstalt                    | Volksbad | 094 05788          | Baudenkmal                   | BW |
| Ebertstraße 1, 2, 3, 4, 5, 6, 7, 8, 9, 10, 11, 12, 13, 14, Freiligrathstraße 1c, 2, 3, 4, 5, 6, 7, 8, 9, 10, 11, 12, 13, 14, 15, 16, 17, 18, 19, 20, 21, 23, 25, 27, 29, 31, 33, 35, 37, 39, 41, 43, Jahnstraße 2, 3, 4, 5, 6, 7, 8, 9, 10, 11, 12, 13, 14, 15, 16, 17, 18, 19, 20, 21, 22, 23, 24, 25, 26, 27, 28, 29, 30, 31, 32, 33, 34, 35, 36, 37, 38, 39, 41, 43, 45, 47, 49, 51, 53, 55, 57, 59, 61, 63, 65, 67, Uelzener Straße 1, 3, 5, 7, 9, 11 Westring 2, 3, 4, 5, 6, 7, 8, 9, 10 nordwestlich des historischen Stadtkerns (Karte) | Siedlung                       | MISPAG-Siedlung | 094 05828          | Denkmalbereich               | [[Vorlage:Bilderwunsch/code!/C:52.8551,11.144528!/D:Ebertstraße 1, 2, 3, 4, 5, 6, 7, 8, 9, 10, 11, 12, 13, 14, Freiligrathstraße 1c, 2, 3, 4, 5, 6, 7, 8, 9, 10, 11, 12, 13, 14, 15, 16, 17, 18, 19, 20, 21, 23, 25, 27, 29, 31, 33, 35, 37, 39, 41, 43, Jahnstraße 2, 3, 4, 5, 6, 7, 8, 9, 10, 11, 12, 13, 14, 15, 16, 17, 18, 19, 20, 21, 22, 23, 24, 25, 26, 27, 28, 29, 30, 31, 32, 33, 34, 35, 36, 37, 38, 39, 41, 43, 45, 47, 49, 51, 53, 55, 57, 59, 61, 63, 65, 67, Uelzener Straße 1, 3, 5, 7, 9, 11 Westring 2, 3, 4, 5, 6, 7, 8, 9, 10 nordwestlich des historischen Stadtkerns,!/\|BW]] |
| Ernst-Thälmann-Straße 5 (Karte) | Wohnhaus                       | | 094 61354          | Baudenkmal                   | BW |
| Erster Damm 2, 3, 4, 5, 6, (7), 8, 9, 10, 11, 12, 13, 14, 15, (16), 17, (18), 19, 20, 21, 22, 23, 25, 27, 29 zwischen westlichem Jeetze-Umfluter und Dumme (Karte) | Straßenzug                     | | 094 61317          | Denkmalbereich               | BW |
| Fritz-Reuter-Straße 1 (Karte) | Villa                          | Direktorenvilla | 094 61355          | Baudenkmal                   | BW |
| Gardelegener Straße (Karte) | Gedenkstein                    | | 094 05780          | Kleindenkmal                 | BW |
| Gartenstraße 27, 29, Schillerstraße 33, 35, 37, 39, 41, 43, 45 östlich der Altstadt, an der Ortsausfahrt Richtung Ritzer Brücke (Karte) | Siedlung                       | | 094 61318          | Denkmalbereich               | BW |
| Goethestraße 22 DB Goethestraße (Karte) | Villa                          | | 094 61395          | Baudenkmal                   | BW |
| Goethestraße 31a Neustadt, an der Rückfront des Grundstücks Wollweberstraße 24, dem östlichen Jeetze-Umfluter zugewandt (Karte) | Badehaus                       | | 094 05891          | Baudenkmal                   | BW |
| Goethestraße 49 Westzeile der Goethestraße (DB) (Karte) | Wohnhaus                       | | 094 61396          | Baudenkmal                   | BW |
| Große Pagenbergstraße 44, 45, 46, 47, 48, Karl-Marx-Straße 17, 19, 21, 23, 25, 27, 29, 31, 33, 35, 37, 39, 41, Schäferstegel 39, 41, 43, 45, 47, 49, 51 nordwestlich der Neustadt, an der Ortsausfahrt Richtung Uelzen (Karte) | Straßenzeile                   | | 094 61319          | Denkmalbereich               | [[Vorlage:Bilderwunsch/code!/C:52.85750521825,11.147051684175!/D:Große Pagenbergstraße 44, 45, 46, 47, 48, Karl-Marx-Straße 17, 19, 21, 23, 25, 27, 29, 31, 33, 35, 37, 39, 41, Schäferstegel 39, 41, 43, 45, 47, 49, 51 nordwestlich der Neustadt, an der Ortsausfahrt Richtung Uelzen,!/\|BW]] |
| Große Predigerstraße 9 Eckbebauung zur Kleinen Predigerstraße (Karte) | Wohnhaus                       | | 094 61358          | Baudenkmal                   | Wohnhaus |
| Große Sankt-Ilsenstraße 10, 12 Neustadt (Karte) | Wohnhaus                       | | 094 61356          | Baudenkmal                   | Wohnhaus |
| Große Sankt-Ilsenstraße 22 Neustadt (Karte) | Posthalterei                   | | 094 05808          | Baudenkmal                   | Posthalterei |
| Große Sankt-Ilsenstraße 4, 6 (Karte) | Feuerwache                     | Feuerwache Salzwedel | 094 61359          | Baudenkmal                   | Feuerwache |
| Hohe Brücke 8, 10 Neustadt (Karte) | Kaufmannshof                   | Hansehof | 094 05820          | Baudenkmal                   | Kaufmannshof |
| Holzmarktstraße 17 Hof, auf der Stadtmauer hinter dem Grundstück Jenny-Marx-Straße 10 (Karte) | Scheune                        | | 094 61357          | Baudenkmal                   | BW |
| Holzmarktstraße 21 Westzeile der Straße, Inselbebauung zwischen westlichem Jeetze-Umfluter und Dumme (Karte) | Wohnhaus                       | | 094 05809          | Baudenkmal                   | Wohnhaus |
| Holzmarktstraße 23 (Karte) | Wohn- und Geschäftshaus        | | 094 61361          | Baudenkmal                   | Wohn- und Geschäftshaus |
| Holzmarktstraße 24 Altstadt (Karte) | Wohnhaus                       | | 094 05872          | Baudenkmal                   | Wohnhaus |
| Holzmarktstraße 26, 28 Altstadt, Nordzeile des Straßenzuges (Karte) | Wohnhaus                       | | 094 61362          | Baudenkmal                   | Wohnhaus |
| Holzmarktstraße 27 Inselbebauung zwischen westlichem Jeetze-Umfluter und Dumme im Bereich zwischen Altstadt und Bockhorner Vorstadt (Karte) | Mühle                          | Hillers Wassermühle | 094 05825          | Baudenkmal                   | Mühle |
| Holzmarktstraße 30 Altstadt (Karte) | Wohnhaus                       | | 094 61363          | Baudenkmal                   | Wohnhaus |
| Holzmarktstraße 34 Kopfbau zwischen Jeetze-Umfluter und Straßenzug Erster Damm (Karte) | Wohn- und Geschäftshaus        | | 094 61364          | Baudenkmal                   | Wohn- und Geschäftshaus |
| Hoyersburger Straße 20 (Karte) | Verwaltungsgebäude             | | 094 61365          | Baudenkmal                   | BW |
| Hoyersburger Straße 22 Einmündung des Diamantweges in die Hoyersburger Straße (Karte) | Verwaltungsgebäude             | | 094 61366          | Baudenkmal                   | BW |
| Hoyersburger Straße 47 Ortsausfahrt (Karte) | Wohnhaus                       | | 094 61367          | Baudenkmal                   | BW |
| Jenny-Marx-Straße 3 Altstadt (Karte) | Wohnhaus                       | | 094 05874          | Baudenkmal                   | Wohnhaus |
| Jenny-Marx-Straße 16 Altstadt (Karte) | Wohnhaus                       | Jahnhaus | 094 05875          | Baudenkmal                   | Wohnhaus |
| Jenny-Marx-Straße 20 Altstadt (Karte) | Wohnhaus                       | Jenny-Marx-Haus | 094 05751          | Baudenkmal                   | Wohnhaus |
| Jenny-Marx-Straße 22, 24 Altstadt (Karte) | Wohnhaus                       | Zechlinsches Haus | 094 05876          | Baudenkmal                   | Wohnhaus |
| Karl-Marx-Straße 16 (Karte) | Villa                          | Landhaus Schröter | 094 05767          | Baudenkmal                   | BW |
| Karl-Marx-Straße 20 Ecke Schäferstegel (Karte) | Villa                          | Wulsch’sche Villa | 094 61369          | Baudenkmal                   | BW |
| Karl-Marx-Straße 30 (Karte) | Verwaltungsgebäude             | Landelektrizität Salzwedel | 094 61370          | Baudenkmal                   | BW |
| Kleine Predigerstraße 7 Altstadt (Karte) | Pfarrhof                       | | 094 61373          | Baudenkmal                   | Pfarrhof |
| Klosterstraße Vorort Perver, Areal zwischen Kloster-, Amts- und St.- Georgsstraße (Karte) | Kirche                         | Heilig-Geist-Kirche: gotischer Rundbau (von 20 m Durchmesser) aus dem 3. V. des 13. Jh. 1792 abgebrochen, vor Mitte des 15. Jh. angefügter einschiffiger Chor erhalten | 094 05925          | Baudenkmal                   | Weitere Bilder |
| Klosterstraße 2, 3, 4, 5, 6, 8 Vorstadt Perver, nördlich der Heiliggeistkirche (Karte) | Häusergruppe                   | | 094 16541          | Denkmalbereich               | BW |
| Klosterstraße 6, 8 Perver, nördlich der Heiliggeistkirche (Karte) | Stift                          | Stiftsgebäude des Augustiner-Chorherrenstifts | 094 61371          | Baudenkmal                   | BW |
| Kramstraße 8 Altstadt, Eckgebäude zur Straße An der Lorenzkirche (Karte) | Wohnhaus                       | | 094 61372          | Baudenkmal                   | Wohnhaus |
| Kramstraße 10 Altstadt (Karte) | Wohnhaus                       | | 094 05811          | Baudenkmal                   | Wohnhaus |
| Kramstraße 16 Altstadt (Karte) | Wohnhaus                       | | 094 05810          | Baudenkmal                   | Wohnhaus |
| Lohteich 10 Neustadt, nördl. des ehem. Franziskanerklosters zw. Klostergraben und Lohteich (Karte) | Wohnhaus                       | | 107 15007          | Baudenkmal                   | Wohnhaus |
| Lohteich 16 Neustadt (Karte) | Wohnhaus                       | | 094 61374          | Baudenkmal                   | Wohnhaus |
| Lohteich 20 Neustadt (Karte) | Wohnhaus                       | | 094 61375          | Baudenkmal                   | Wohnhaus |
| Lohteich 24 Areal zwischen ehem. Klostergraben und Straßenzug Lohteich (Karte) | Speicher                       | Stadtspeicher der Fa. Wwe. Nelke | 094 12049          | Baudenkmal                   | Speicher |
| Lohteich 27 Neustadt; im Hof des Grundstücks (Karte) | Bethaus                        | | 094 61377          | Baudenkmal                   | Bethaus |
| Lohteich 29, 31 Neustadt (Karte) | Wohnhaus                       | | 094 05877          | Baudenkmal                   | Wohnhaus |
| Lüneburger Straße Areal zwischen Lüneburger Straße und Städtischem Friedhof (Karte) | Jüdischer Friedhof (Salzwedel) | | 094 61322          | Baudenkmal                   | Jüdischer Friedhof (Salzwedel) |
| Lüneburger Straße Friedhof | Gedenkstätte                   | | 094 05775          | Kleindenkmal                 | |
| Lüneburger Straße Friedhof | Grabmal                        | | 094 61321          | Kleindenkmal                 | |
| Lüneburger Straße 53, 55 (Karte) | Wohnhaus                       | sog. Versuchshaus | 094 06022          | Baudenkmal                   | BW |
| Magdeburger Straße 10 B71, am Perver Berg (Karte) | Keller                         | Eiskeller | 094 17646          | Baudenkmal                   | BW |
| Magdeburger Straße 70 Am Wasserwerk (Karte) | Wohnhaus                       | Dienstwohngebäude des Städtischen Wasserwerkes | 094 61252          | Baudenkmal                   | BW |
| Mittelstraße 11 Hof (Karte) | Stall                          | | 094 61378          | Baudenkmal                   | Stall |
| Neuperver Straße vor dem ehem. Bockhorner Tor (Karte) | Kapelle                        | Gertraudenkapelle | 094 05886          | Baudenkmal                   | Weitere Bilder |
| Neuperver Straße 1, 2, 3, 4, 5, 7, 9, 11, 12, 13, 14, 15, 16, 17, 18, 19, 20, 21, 22, 23, 25, 27 Wallstraße 1, 2, 3, 4, 5, 6, 7, 8, 9, 10, 11, 12, 13, 14, 16, 18, 20, 22 westlich von Burg und Neustadt (Karte) | Stadterweiterung               | | 094 61320          | Denkmalbereich               | BW |
| Neuperver Straße 13 an der Brücke über die Dumme (Karte) | Wohn- und Geschäftshaus        | | 094 61379          | Baudenkmal                   | Wohn- und Geschäftshaus |
| Neuperver Straße 18 (Karte) | Schule                         | Lyzeum | 094 10846          | Baudenkmal                   | Schule |
| Neuperver Straße 24, Neustadt (Karte) | Apotheke                       | Adler-Apotheke | 094 05887          | Baudenkmal                   | Apotheke |
| Neuperver Straße 29 Neustadt; Eckbebauung zur Breiten Straße (Karte) | Rathaus                        | Neustädter Rathaus | 094 05888          | Baudenkmal                   | Rathaus |
| Neuperver Straße 57 Neustadt (Karte) | Wohnhaus                       | | 094 05889          | Baudenkmal                   | Wohnhaus |
| Neuperver Straße 61 Ecke Wollweberstraße (Karte) | Wohnhaus                       | | 094 61380          | Baudenkmal                   | Wohnhaus |
| Neuperver Straße 74 Eckbebauung zur Gr. Sankt-Ilsenstraße (Karte) | Wohn- und Geschäftshaus        | | 094 61381          | Baudenkmal                   | Wohn- und Geschäftshaus |
| Neuperver Straße 74a (Karte) | Wohnhaus                       | | 094 61382          | Baudenkmal                   | Wohnhaus |
| Neuperver Straße 82 Am Neuperver Tor (Karte) | Wohnhaus                       | | 094 61383          | Baudenkmal                   | Wohnhaus |
| Neuperver Straße 84 Neustadt, am Neuperver Tor (Karte) | Wohnhaus                       | | 094 61384          | Baudenkmal                   | Wohnhaus |
| Neutorstraße 9 Altstadt, im Hof hinter Neutorstraße 13 (Karte) | Wirtschaftsgebäude             | | 094 61385          | Baudenkmal                   | Wirtschaftsgebäude |
| Neutorstraße 13 Altstadt; Eckbebauung an der Einmündung der Salzstraße in die Schlippe zur Jeetze (Karte) | Wohnhaus                       | | 094 61386          | Baudenkmal                   | Wohnhaus |
| Neutorstraße 17 Altstadt, Eckbebauung zum Stabensteg (Karte) | Wohnhaus                       | | 094 61387          | Baudenkmal                   | Wohnhaus |
| Neutorstraße 18 Altstadt (Karte) | Wohnhaus                       | | 094 61180          | Baudenkmal                   | Wohnhaus |
| Neutorstraße 26 südlich des ehem. Neuen Tors, außerhalb der Altstadt, im ehem. Wallbereich der Stadtbefestigung (Karte) | Schule                         | J. A. Comenius-Schule | 094 60918          | Baudenkmal                   | Schule |
| Neutorstraße 27 Altstadt, unweit der Straßenbrücke über den westlichen Jeetze-Umfluter (Karte) | Zollhaus                       | | 094 61388          | Baudenkmal                   | Zollhaus |
| Neutorstraße 38 (Karte) | Gedenkstätte                   | Odeon-Saal | 094 05783          | Baudenkmal                   | Gedenkstätte |
| Neutorstraße 43 Ortsausfahrt Richtung Süden (Karte) | Villa                          | | 094 61389          | Baudenkmal                   | BW |
| Neutorstraße 63, 65 südlich der Altstadt (Karte) | Verwaltungsgebäude             | | 094 61390          | Baudenkmal                   | Verwaltungsgebäude |
| Nicolaiplatz 2 Altstadt: Vorderhaus zur Bocksbrücke und Seitenflügel entlang der Jeetze (Karte) | Speicher                       | | 094 61391          | Baudenkmal                   | BW |
| Park des Friedens Pfefferteich im Park des Friedens | Friedhof                       | Pfefferteichfriedhof | 094 61324          | Baudenkmal                   | |
| Park des Friedens ehemaliger Wallbereiche westlich und südlich der Altstadt (Karte) | Park                           | Park des Friedens | 094 05997          | Baudenkmal                   | BW |
| Radestraße 1 (Karte) | Wohn- und Geschäftshaus        | Laute’sches Haus / Kultur-Nische | 094 21203          | Baudenkmal                   | Weitere Bilder |
| Radestraße 9 Altstadt (Karte) | Wohnhaus                       | Ritterhaus | 094 05879          | Baudenkmal                   | Wohnhaus |
| Radestraße 10 Altstadt (Karte) | Wohnhaus                       | | 094 61392          | Baudenkmal                   | Wohnhaus |
| Radestraße 11 Altstadt, Südzeile der Radestraße (Karte) | Wohnhaus                       | | 094 61393          | Baudenkmal                   | Wohnhaus |
| Radestraße 13 Altstadt, Eckbebauung der Radestraße zum Marienkirchhof (Karte) | Wohnhaus                       | | 094 05812          | Baudenkmal                   | Wohnhaus |
| Reiche Straße 12 Neustadt (Karte) | Wohnhaus                       | | 094 05880          | Baudenkmal                   | Wohnhaus |
| Reiche Straße 43 Neustadt (Karte) | Ackerbürgerhaus                | | 094 05813          | Baudenkmal                   | Ackerbürgerhaus |
| Reiche Straße 47 Neustadt, Nähe Wassertor (Karte) | Mühle                          | Steinhöfels Mühle | 094 05821          | Baudenkmal                   | Mühle |
| Reimmannstraße 12 südwestlich der Neustadt, an der nach Böddenstedt führenden Ausfallstraße (Karte) | Villa                          | | 094 61394          | Baudenkmal                   | BW |
| Ritzer Brücke südöstliche der Brücke (Karte) | Gedenkstätte                   | | 094 05766          | Baudenkmal                   | BW |
| Salzstraße 7 Altstadt (Karte) | Wohnhaus                       | | 094 05814          | Baudenkmal                   | Wohnhaus |
| Sankt-Georg-Straße Vorstadt Perver (Karte) | Empfangsgebäude                | Der Bahnhof Salzwedel Altperver Tor an der Strecke nach Diesdorf war bis 1995 in Betrieb. Das Empfangsgebäude ist heute ein Wohnhaus.                                  | 094 61326          | Baudenkmal                   | Empfangsgebäude |
| Sankt-Georg-Straße Vorstadt Perver (Karte) | Kirche St. Georg               | | 094 05885          | Baudenkmal                   | Weitere Bilder |
| Schillerstraße Straßenbrücke über die Gleisanlagen der Bahnstrecke Salzwedel-Stendal (Karte) | Brücke                         | Ritzer Brücke | 094 60919          | Baudenkmal                   | BW |
| Schillerstraße (Karte) | Wasserturm                     | Wasserturm | 094 05822          | Baudenkmal                   | Weitere Bilder |
| Schillerstraße 2 (Karte) | Villa                          | | 094 61397          | Baudenkmal                   | Villa |
| Schillerstraße 4 (Karte) | Pflegeheim                     | Pflegeheim Ost | 094 61398          | Baudenkmal                   | Pflegeheim |
| Schmiedestraße 6 Altstadt, südöstlich der Pfarrkirche St. Marien (Karte) | Torhaus                        | | 094 60916          | Baudenkmal                   | Torhaus |
| Schmiedestraße 27 Altstadt (Karte) | Wohnhaus                       | "Adam & Eva Haus" | 094 05881          | Baudenkmal                   | Wohnhaus |
| Schmiedestraße 30 Altstadt (Karte) | Wohnhaus                       | | 107 15008          | Baudenkmal                   | Wohnhaus |
| Schornsteinfegerstraße 8, 10 Altstadt (Karte) | Speicher                       | | 094 05823          | Baudenkmal                   | Speicher |
| Schwarzer Berg westlich der B 248 (Karte) | Aussichtsturm                  | Bismarckturm | 094 12301          | Baudenkmal                   | Aussichtsturm |
| Stabensteg 17 Jeetzebrücke (Karte) | Wohn- und Geschäftshaus        | Tischlerei Köhn | 094 61399          | Baudenkmal                   | BW |
| Steintorstraße ehem. Wallananlagen am Moorteich (Karte) | Friedhof                       | Steintorfriedhof | 094 05998          | Baudenkmal                   | BW |
| Steintorstraße Bereich der historischen Wallanlagen zwischen Steintor und Wassertor (Karte) | Park                           | Steintorpark | 094 61323          | Baudenkmal                   | BW |
| Steintorstraße 2 auf den ehem. Wallanlagen nördlich der Dumme, westlich des Steintors (Karte) | Turnhalle                      | Agricola-Stiftung | 094 61400          | Baudenkmal                   | BW |
| Vor dem Lüchower Tor 11 (Karte) | Bürogebäude                    | Fernmeldeamt | 094 21200          | Baudenkmal                   | Bürogebäude |
| Vor dem Lüchower Tor 2-4 Wallbereich der ehem. Stadtbefestigung (Karte) | Schule                         | Friedrich-Ludwig-Jahn-Gymnasium | 094 12970          | Baudenkmal                   | Schule |
| Vor dem Neuperver Tor 2 (Karte) | Villa                          | Freydanksche Villa | 094 12595          | Baudenkmal                   | Villa |
| Westermarktstraße 17 Altstadt (Karte) | Wohnhaus                       | | 094 05815          | Baudenkmal                   | Wohnhaus |
| Wiesenstraße Abzweig der Wiesenstraße von der Neutorstraße südlich der Altstadt (Karte) | Empfangsgebäude                | Haltepunkt Salzwedel-Altstadt | 094 61327          | Baudenkmal                   | BW |
| Wollweberstraße 21 Neustadt (Karte) | Wohnhaus                       | „Hosenbein’scher Hof“ | 094 61401          | Baudenkmal                   | Wohnhaus |
| Wollweberstraße 22, 24 Neustadt (Karte) | Wohnhaus                       | | 094 61402          | Baudenkmal                   | Wohnhaus |
| Wollweberstraße 72 Neustadt, am Katharinenkirchhof (Karte) | Wohnhaus                       | Predigerwitwenhaus | 094 05858          | Baudenkmal                   | Wohnhaus |
| x (Karte) | Stadtbefestigung               | | 094 61315          | Baudenkmal                   | Weitere Bilder |

### Amt Dambeck
| Lage                                                                 | Bezeichnung     | Beschreibung | Erfassungs- nummer | Ausweisungsart               | Bild           |
| -------------------------------------------------------------------- | --------------- | ------------ | ------------------ | ---------------------------- | -------------- |
| Dorfstraße 1, 3a, 3b, 3c, 3d, 5a, 5b, 7a, 7b, Klostermühle 1 (Karte) | Kloster Dambeck |              | 094 05830          | Baudenkmal                   | Weitere Bilder |
| Amt Dambeck (Karte)                                                  | Kirche          | Kirche       | 094 05830 001      | Teilobjekt eines Baudenkmals | Kirche         |

### Andorf
| Lage                                                                                                | Bezeichnung    | Beschreibung                       | Erfassungs- nummer | Ausweisungsart | Bild   |
| --------------------------------------------------------------------------------------------------- | -------------- | ---------------------------------- | ------------------ | -------------- | ------ |
| Koordinaten fehlen! Hilf mit.                                                                       | Stall          | Stall 2024 als Denkmal ausgewiesen | 094 18977          | Baudenkmal     |        |
| Dorfstraße (Karte)                                                                                  | Kirche         | Kirche                             | 094 05842          | Baudenkmal     | Kirche |
| Dorfstraße (Karte)                                                                                  | Kriegerdenkmal |                                    | 094 25329          | Kleindenkmal   | BW     |
| Dorfstraße 3 Kirche mit Kriegerdenkmal und Nr. 2 (ehem. Pfarrhof?) Bauernhof/Wirtschaftshof (Karte) | Ortskern       |                                    | 094 05843          | Denkmalbereich | BW     |
| Dorfstraße 9 (Karte)                                                                                | Bauernhof      |                                    | 094 25330          | Baudenkmal     | BW     |
| Dorfstraße 19 (Karte)                                                                               | Bauernhaus     |                                    | 094 25331          | Baudenkmal     | BW     |

### Barnebeck
| Lage                             | Bezeichnung    | Beschreibung | Erfassungs- nummer | Ausweisungsart | Bild   |
| -------------------------------- | -------------- | ------------ | ------------------ | -------------- | ------ |
| Dorfstraße (Karte)               | Kirche         |              | 094 05844          | Baudenkmal     | Kirche |
| Dorfstraße an der Kirche (Karte) | Kriegerdenkmal |              | 094 25332          | Kleindenkmal   | BW     |
| Dorfstraße 13 (Karte)            | Bauernhof      |              | 094 25333          | Baudenkmal     | BW     |
| Dorfstraße 15 (Karte)            | Bauernhof      |              | 094 25334          | Baudenkmal     | BW     |
| Dorfstraße 18 (Karte)            | Bauernhaus     |              | 094 25335          | Baudenkmal     | BW     |
| Dorfstraße 42 (Karte)            | Bauernhaus     |              | 094 25336          | Baudenkmal     | BW     |
| Dorfstraße 47 (Karte)            | Stall          |              | 094 25337          | Baudenkmal     | BW     |

### Benkendorf
| Lage                    | Bezeichnung | Beschreibung | Erfassungs- nummer | Ausweisungsart | Bild           |
| ----------------------- | ----------- | ------------ | ------------------ | -------------- | -------------- |
| (Karte)                 | Kirche      |              | 094 05846          | Baudenkmal     | Weitere Bilder |
| Dorfstraße 2 (Karte)    | Bauernhof   |              | 094 61209          | Baudenkmal     | BW             |
| Dorfstraße 5, 7 (Karte) | Bauernhof   |              | 094 61208          | Baudenkmal     | BW             |

### Böddenstedt
| Lage    | Bezeichnung | Beschreibung | Erfassungs- nummer | Ausweisungsart | Bild           |
| ------- | ----------- | --- | ------------------ | -------------- | -------------- |
| (Karte) | Kirche      | kleiner spätgotischer Feldsteinsaal, halbkreisförmiger Ostabschluss, backsteingerahmtes Südportal, hölzerner Glockenturm vor dem Westgiebel (Dehio Sachsen-A. Bd. I, S. 117), Bilder siehe | 094 05869          | Baudenkmal     | Weitere Bilder |

### Bombeck
| Lage                  | Bezeichnung    | Beschreibung   | Erfassungs- nummer | Ausweisungsart | Bild           |
| --------------------- | -------------- | -------------- | ------------------ | -------------- | -------------- |
| Ortsmitte (Karte)     | Kirche         | St. Laurentius | 094 05914          | Baudenkmal     | Weitere Bilder |
| Ortsmitte (Karte)     | Kriegerdenkmal |                | 094 25291          | Kleindenkmal   | BW             |
| Dorfstraße 11 (Karte) | Bauernhof      |                | 094 25292          | Baudenkmal     | BW             |
| Dorfstraße 32 (Karte) | Gasthof        |                | 094 25293          | Baudenkmal     | BW             |

### Brewitz
| Lage    | Bezeichnung | Beschreibung | Erfassungs- nummer | Ausweisungsart | Bild           |
| ------- | ----------- | ------------ | ------------------ | -------------- | -------------- |
| (Karte) | Kirche      |              | 094 05965          | Baudenkmal     | Weitere Bilder |

### Buchwitz
| Lage    | Bezeichnung | Beschreibung | Erfassungs- nummer | Ausweisungsart | Bild   |
| ------- | ----------- | ------------ | ------------------ | -------------- | ------ |
| (Karte) | Kirche      |              | 094 05954          | Baudenkmal     | Kirche |

### Büssen
| Lage                  | Bezeichnung | Beschreibung | Erfassungs- nummer | Ausweisungsart | Bild |
| --------------------- | ----------- | ------------ | ------------------ | -------------- | ---- |
| 1, 4, 5, 6, 7 (Karte) | Rittergut   | Rittergut    | 094 61210          | Baudenkmal     | BW   |

### Cheine
| Lage                                                                                  | Bezeichnung                | Beschreibung | Erfassungs- nummer | Ausweisungsart | Bild           |
| ------------------------------------------------------------------------------------- | -------------------------- | --- | ------------------ | -------------- | -------------- |
| Alte Handelsstraße 1 (Karte)                                                          | Alte Handelsstraße 1, B 71 | Baracke 2024 als Denkmal ausgewiesen | 094 18988          | Baudenkmal     | BW             |
| Dorfstraße (Karte)                                                                    | Kirche                     | Kirche | 094 05862          | Baudenkmal     | Weitere Bilder |
| Dorfstraße (Karte)                                                                    | Kriegerdenkmal             | | 094 25359          | Kleindenkmal   | Kriegerdenkmal |
| Dorfstraße 3 (Karte)                                                                  | Bauernhof                  | | 094 25360          | Baudenkmal     | BW             |
| Dorfstraße 5 (Karte)                                                                  | Bauernhof                  | | 094 25361          | Baudenkmal     | BW             |
| Dorfstraße 13 (Karte)                                                                 | Bauernhof                  | | 094 25362          | Baudenkmal     | BW             |
| Dorfstraße 30b, freistehend südöstl. des Dorfes auf einer Anhöhe (südl. B 71) (Karte) | Turmwindmühle              | Ehemalige Turmwindmühle oder auch Wallholländer aus dem 19. Jahrhundert, 1956 stillgelegt, in den 1990er Jahren Haube und Mahlwerk durch Brand zerstört, Ruine. | 094 12359          | Baudenkmal     | BW             |

### Chüttlitz
| Lage                                              | Bezeichnung    | Beschreibung | Erfassungs- nummer | Ausweisungsart | Bild |
| ------------------------------------------------- | -------------- | ------------ | ------------------ | -------------- | ---- |
| Chüttlitzer Rundling, neben Feuerwehrhaus (Karte) | Gedenkstein    |              |                    | Kleindenkmal   | BW   |
| Chüttlitzer Rundling (Karte)                      | Kriegerdenkmal |              | 094 25258          | Kleindenkmal   | BW   |
| Zum Buchhorst (Karte)                             | Findling       |              |                    | Kleindenkmal   | BW   |

### Dambeck
| Lage                                    | Bezeichnung        | Beschreibung | Erfassungs- nummer | Ausweisungsart | Bild           |
| --------------------------------------- | ------------------ | ------------ | ------------------ | -------------- | -------------- |
| (Karte)                                 | Dorfkirche Dambeck |              | 094 05857          | Baudenkmal     | Weitere Bilder |
| Ortsmitte, Platz vor der Kirche (Karte) | Kriegerdenkmal     |              | 094 25267          | Kleindenkmal   | Kriegerdenkmal |

### Darsekau
| Lage               | Bezeichnung    | Beschreibung | Erfassungs- nummer | Ausweisungsart | Bild |
| ------------------ | -------------- | ------------ | ------------------ | -------------- | ---- |
| Dorfstraße (Karte) | Kriegerdenkmal |              | 094 25363          | Kleindenkmal   | BW   |

### Depekolk
| Lage                                    | Bezeichnung | Beschreibung | Erfassungs- nummer | Ausweisungsart | Bild           |
| --------------------------------------- | ----------- | ------------ | ------------------ | -------------- | -------------- |
| Westzeile der Dorfstraße (Karte)        | Kirche      |              | 094 05951          | Baudenkmal     | Weitere Bilder |
| Dorfstraße 3 Ostseite des Hofes (Karte) | Bauernhaus  |              | 094 61300          | Baudenkmal     | BW             |

### Eversdorf
| Lage             | Bezeichnung | Beschreibung | Erfassungs- nummer | Ausweisungsart | Bild   |
| ---------------- | ----------- | ------------ | ------------------ | -------------- | ------ |
| Friedhof (Karte) | Kirche      |              | 094 25282          | Baudenkmal     | Kirche |

### Groß Chüden
| Lage                         | Bezeichnung    | Beschreibung | Erfassungs- nummer | Ausweisungsart | Bild   |
| ---------------------------- | -------------- | ------------ | ------------------ | -------------- | ------ |
| Bohldammweg 1 (Karte)        | Wohnhaus       |              | 094 61306          | Baudenkmal     | BW     |
| Pretzierer Straße (Karte)    | Kirche         |              | 094 05853          | Baudenkmal     | Kirche |
| Pretzierer Straße (Karte)    | Kriegerdenkmal |              | 094 61301          | Kleindenkmal   | BW     |
| Pretzierer Straße 11 (Karte) | Bauernhof      |              | 094 61302          | Baudenkmal     | BW     |
| Ritzer Straße 1 (Karte)      | Pfarrhof       |              | 094 61303          | Baudenkmal     | BW     |
| Ritzer Straße 3 (Karte)      | Bauernhof      |              | 094 61304          | Baudenkmal     | BW     |
| Ritzer Straße 5 (Karte)      | Wohnhaus       |              | 094 61305          | Baudenkmal     | BW     |

### Groß Gerstedt
| Lage                  | Bezeichnung | Beschreibung         | Erfassungs- nummer | Ausweisungsart | Bild           |
| --------------------- | ----------- | -------------------- | ------------------ | -------------- | -------------- |
| (Karte)               | Kirche      |                      | 094 05915          | Baudenkmal     | Weitere Bilder |
| Dorfstraße 12 (Karte) | Mühle       | ehemalige Wolfsmühle | 094 25294          | Baudenkmal     | BW             |

### Groß Wieblitz
| Lage                                               | Bezeichnung | Beschreibung | Erfassungs- nummer | Ausweisungsart | Bild   |
| -------------------------------------------------- | ----------- | ------------ | ------------------ | -------------- | ------ |
| im Ortskern (Karte)                                | Kirche      |              | 094 05994          | Baudenkmal     | Kirche |
| Dorfstraße 3, 4, 5, 5a, 6, 7, 8, 9, 10, 11 (Karte) | Ortskern    |              | 094 25283          | Denkmalbereich | BW     |

### Henningen
| Lage                  | Bezeichnung               | Beschreibung    | Erfassungs- nummer | Ausweisungsart | Bild           |
| --------------------- | ------------------------- | --------------- | ------------------ | -------------- | -------------- |
| Dorfstraße (Karte)    | Ev. Kirche St. Laurentius |                 | 094 25324          | Baudenkmal     | Weitere Bilder |
| Dorfstraße (Karte)    | Kriegerdenkmal            |                 | 094 25325          | Kleindenkmal   | BW             |
| Dorfstraße 50 (Karte) | Bauernhaus                |                 | 094 25326          | Baudenkmal     | BW             |
| Dorfstraße 52 (Karte) | Gasthof                   | Gasthaus Peters | 094 25327          | Baudenkmal     | Gasthof        |
| Dorfstraße 60 (Karte) | Bauernhof                 |                 | 094 25328          | Baudenkmal     | BW             |

### Hestedt
| Lage                                                                                                  | Bezeichnung | Beschreibung | Erfassungs- nummer | Ausweisungsart | Bild           |
| --- | ----------- | ------------ | ------------------ | -------------- | -------------- |
| Dorfstraße (Karte)                                                                                    | Kirche      |              | 094 25338          | Baudenkmal     | Weitere Bilder |
| Dorfstraße 3 (Karte)                                                                                  | Bauernhof   |              | 094 25339          | Baudenkmal     | BW             |
| Dorfstraße 5 (Karte)                                                                                  | Bauernhaus  |              | 094 25340          | Baudenkmal     | BW             |
| Dorfstraße 14 an der Dorfstraße am südlichen Ortsrand parallel zur Bahnlinie Salzwedel/Uelzen (Karte) | Bauernhof   |              | 094 25341          | Baudenkmal     | BW             |

### Hoyersburg
| Lage                                                            | Bezeichnung | Beschreibung | Erfassungs- nummer | Ausweisungsart | Bild           |
| --------------------------------------------------------------- | ----------- | ------------ | ------------------ | -------------- | -------------- |
| nördlich von Hoyersburg, zwischen Hoyersburg und Lübbow (Karte) | Wachturm    |              | 094 25261          | Baudenkmal     | Weitere Bilder |

### Jeebel
| Lage                                                | Bezeichnung           | Beschreibung | Erfassungs- nummer | Ausweisungsart | Bild   |
| --------------------------------------------------- | --------------------- | ------------ | ------------------ | -------------- | ------ |
| (Karte)                                             | Kirche                |              | 094 05921          | Baudenkmal     | Kirche |
| Im Jahrsauer Winkel nordöstlich der Ortslage Jeebel | Grenzsicherungsanlage |              | 094 15721          | Baudenkmal     |        |

### Kemnitz
| Lage    | Bezeichnung | Beschreibung | Erfassungs- nummer | Ausweisungsart | Bild   |
| ------- | ----------- | ------------ | ------------------ | -------------- | ------ |
| (Karte) | Kirche      |              | 094 05866          | Baudenkmal     | Kirche |

### Klein Chüden
| Lage                                          | Bezeichnung        | Beschreibung                                            | Erfassungs- nummer | Ausweisungsart | Bild |
| --------------------------------------------- | ------------------ | ------------------------------------------------------- | ------------------ | -------------- | ---- |
| Chüdenstraße Westzeile der Dorfstraße (Karte) | Kirche             | Kirche wurde 2019 in das Museumsdorf Diesdorf umgesetzt | 094 61307          | Baudenkmal     | BW   |
| Chüdenstraße 2 (Karte)                        | Bauernhof          |                                                         | 094 61308          | Baudenkmal     | BW   |
| Chüdenstraße 5 (Karte)                        | Wirtschaftsgebäude | geschützt sind die beiden Wirtschaftsgebäude des Hofes  | 094 61309          | Baudenkmal     | BW   |
| Chüdenstraße 7 (Karte)                        | Bauernhof          | Pagels Hof                                              | 094 61310          | Baudenkmal     | BW   |

### Klein Gartz
| Lage    | Bezeichnung | Beschreibung | Erfassungs- nummer | Ausweisungsart | Bild   |
| ------- | ----------- | ------------ | ------------------ | -------------- | ------ |
| (Karte) | Kirche      |              | 094 05937          | Baudenkmal     | Kirche |

### Klein Gerstedt
| Lage              | Bezeichnung    | Beschreibung | Erfassungs- nummer | Ausweisungsart | Bild           |
| ----------------- | -------------- | ------------ | ------------------ | -------------- | -------------- |
| Ortsmitte (Karte) | Kirche         |              | 094 25296          | Baudenkmal     | Weitere Bilder |
| Ortsmitte (Karte) | Kriegerdenkmal |              | 094 25295          | Kleindenkmal   | BW             |
| Nummer 5 (Karte)  | Bauernhof      |              | 094 05806          | Baudenkmal     | BW             |

### Klein Grabenstedt
| Lage                 | Bezeichnung | Beschreibung | Erfassungs- nummer | Ausweisungsart | Bild           |
| -------------------- | ----------- | ------------ | ------------------ | -------------- | -------------- |
| Dorfstraße (Karte)   | Kirche      |              | 094 25342          | Baudenkmal     | Weitere Bilder |
| Dorfstraße 3 (Karte) | Bauernhof   |              | 094 25343          | Baudenkmal     | BW             |
| Dorfstraße 6 (Karte) | Bauernhof   |              | 094 25344          | Baudenkmal     | BW             |

### Klein Wieblitz
| Lage                 | Bezeichnung | Beschreibung | Erfassungs- nummer | Ausweisungsart | Bild   |
| -------------------- | ----------- | ------------ | ------------------ | -------------- | ------ |
| Dorfstraße (Karte)   | Kirche      |              | 094 25284          | Baudenkmal     | Kirche |
| Dorfstraße 3 (Karte) | Bauernhof   |              | 094 25285          | Baudenkmal     | BW     |

### Kricheldorf
| Lage              | Bezeichnung | Beschreibung   | Erfassungs- nummer | Ausweisungsart | Bild   |
| ----------------- | ----------- | -------------- | ------------------ | -------------- | ------ |
| Ortsmitte (Karte) | Kirche      | Innenraum leer | 094 25262          | Baudenkmal     | Kirche |

### Königstedt
| Lage                                                                                     | Bezeichnung | Beschreibung | Erfassungs- nummer | Ausweisungsart | Bild           |
| ---------------------------------------------------------------------------------------- | ----------- | ------------ | ------------------ | -------------- | -------------- |
| Ostseite der Dorfstraße (Karte)                                                          | Kirche      | St. Nikolaus | 094 13903          | Baudenkmal     | Weitere Bilder |
| Dorfstraße 1, 2, 3, 4, 5, 6, 7 Nordabschnitt der Dorfstraße, nördlich der Kirche (Karte) | Straßenzug  |              | 094 61411          | Denkmalbereich | BW             |

### Langenapel
| Lage                                                                | Bezeichnung        | Beschreibung      | Erfassungs- nummer | Ausweisungsart | Bild   |
| ------------------------------------------------------------------- | ------------------ | ----------------- | ------------------ | -------------- | ------ |
| Ortseinfahrtsbereich (Karte)                                        | Mühle              |                   | 094 97674          | Baudenkmal     | BW     |
| am Gasthof Mauritz (Karte)                                          | Toranlage          |                   | 094 97673          | Baudenkmal     | BW     |
| Chaussee 7, 8 Ecke zur Chaussee, früher Dorfstr. 15 (Karte)         | Wohnhaus           | Landarbeiterkaten | 094 97675          | Baudenkmal     | BW     |
| Straße der Freundschaft Ecke Akazienweg (Karte)                     | Denkmal            |                   | 094 97676          | Baudenkmal     | BW     |
| Straße der Freundschaft 12, 13, 14, 15, 16, 17, 18 Ortsrand (Karte) | Straßenzeile       |                   | 094 97677          | Denkmalbereich | BW     |
| Appeldornstraße (Karte)                                             | Kirche             |                   | 094 05949          | Baudenkmal     | Kirche |
| Appeldornstraße ehem. 2, alte Dorfstraße; neben Nr. 5a (Karte)      | Wohnhaus           |                   | 094 97668          | Baudenkmal     | BW     |
| Appeldornstraße 8 (Karte)                                           | Wirtschaftsgebäude |                   | 094 97669          | Baudenkmal     | BW     |
| Appeldornstraße 9 (Karte)                                           | Bauernhaus         |                   | 094 97670          | Baudenkmal     | BW     |
| Appeldornstraße 12 Ortseinfahrtsbereich (Karte)                     | Gasthof            | Mauritz           | 094 97672          | Baudenkmal     | BW     |
| Appeldornstraße 19 (Karte)                                          | Bauernhof          |                   | 094 97671          | Baudenkmal     | BW     |

### Liesten
| Lage                            | Bezeichnung        | Beschreibung | Erfassungs- nummer | Ausweisungsart | Bild           |
| ------------------------------- | ------------------ | ------------ | ------------------ | -------------- | -------------- |
| Südzeile der Dorfstraße (Karte) | Dorfkirche Liesten | Kirche       | 094 05950          | Baudenkmal     | Weitere Bilder |
| Dorfstraße (Karte)              | Kriegerdenkmal     |              | 094 61294          | Kleindenkmal   | BW             |
| Dorfstraße 5 (Karte)            | Bauernhaus         |              | 094 61296          | Baudenkmal     | BW             |
| Dorfstraße 8 (Karte)            | Bauernhaus         |              | 094 61297          | Baudenkmal     | BW             |
| Dorfstraße 10, 11 (Karte)       | Bauernhof          | Schulz-Hof   | 094 61298          | Baudenkmal     | BW             |
| Dorfstraße 15 (Karte)           | Gasthof            |              | 094 61299          | Baudenkmal     | BW             |
| Dorfstraße 3a (Karte)           | Bauernhof          |              | 094 61295          | Baudenkmal     | BW             |

### Mahlsdorf
| Lage                                      | Bezeichnung | Beschreibung | Erfassungs- nummer | Ausweisungsart | Bild           |
| ----------------------------------------- | ----------- | ------------ | ------------------ | -------------- | -------------- |
| inmitten des Dorfangers Mahlsdorf (Karte) | Kirche      |              | 094 05892          | Baudenkmal     | Weitere Bilder |
| Bahnhofsallee 8 (Karte)                   | Torscheune  |              | 094 25263          | Baudenkmal     | BW             |

### Maxdorf
| Lage                           | Bezeichnung | Beschreibung | Erfassungs- nummer | Ausweisungsart | Bild           |
| ------------------------------ | ----------- | ------------ | ------------------ | -------------- | -------------- |
| Dorfstraße (Karte)             | Kirche      |              | 094 05956          | Baudenkmal     | Weitere Bilder |
| Nr. 15 (Dorfstraße 02) (Karte) | Bauernhaus  |              | 094 25265          | Baudenkmal     | BW             |

### Niephagen
| Lage                    | Bezeichnung        | Beschreibung | Erfassungs- nummer | Ausweisungsart | Bild |
| ----------------------- | ------------------ | ------------ | ------------------ | -------------- | ---- |
| Am Schafstall (Karte)   | Wirtschaftsgebäude |              | 094 61131          | Baudenkmal     | BW   |
| Am Schafstall 5 (Karte) | Wirtschaftsgebäude |              | 094 61132          | Baudenkmal     | BW   |

### Osterwohle
| Lage                 | Bezeichnung | Beschreibung | Erfassungs- nummer | Ausweisungsart | Bild           |
| -------------------- | ----------- | ------------ | ------------------ | -------------- | -------------- |
| Dorfstraße (Karte)   | Herrenhaus  |              | 094 05893          | Baudenkmal     | BW             |
| Dorfstraße (Karte)   | Kirche      |              | 094 05829          | Baudenkmal     | Weitere Bilder |
| Dorfstraße 1 (Karte) | Bauernhaus  |              | 094 25290          | Baudenkmal     | BW             |

### Pretzier
| Lage                                                     | Bezeichnung        | Beschreibung   | Erfassungs- nummer | Ausweisungsart | Bild   |
| -------------------------------------------------------- | ------------------ | -------------- | ------------------ | -------------- | ------ |
| Dorfstraße 42/43 (Karte)                                 | Kirche             |                | 094 61403          | Baudenkmal     | Kirche |
| Bundesstraße 190 Ortsausfahrt Richtung Ritzleben (Karte) | Gedenkstein        | Wegebaudenkmal | 094 05817          | Baudenkmal     | BW     |
| Dorfstraße 45 (Karte)                                    | Kriegerdenkmal     |                | 094 61404          | Kleindenkmal   | BW     |
| Dorfstraße 17 (Karte)                                    | Wirtschaftsgebäude |                | 094 61405          | Baudenkmal     | BW     |
| Dorfstraße 18 (Karte)                                    | Wohnhaus           |                | 094 61406          | Baudenkmal     | BW     |
| Dorfstraße 29 (Karte)                                    | Bauernhof          |                | 094 61407          | Baudenkmal     | BW     |
| Dorfstraße 37 (Karte)                                    | Bauernhof          |                | 094 61408          | Baudenkmal     | BW     |
| Dorfstraße 42 (Karte)                                    | Bauernhof          |                | 094 61409          | Baudenkmal     | BW     |

### Riebau
| Lage               | Bezeichnung | Beschreibung | Erfassungs- nummer | Ausweisungsart | Bild |
| ------------------ | ----------- | ------------ | ------------------ | -------------- | ---- |
| Dorfstraße (Karte) | Kirche      |              | 094 05920          | Baudenkmal     | BW   |
| Friedhof (Karte)   | Grab        |              | 094 05765          | Baudenkmal     | BW   |

### Ritze
| Lage                         | Bezeichnung        | Beschreibung  | Erfassungs- nummer | Ausweisungsart | Bild    |
| ---------------------------- | ------------------ | ------------- | ------------------ | -------------- | ------- |
| Östlich der Ortslage (Karte) | Bahnhof            | Bahnhof Ritze | 094 61311          | Baudenkmal     | Bahnhof |
| (Karte)                      | Kirche             |               | 094 05854          | Baudenkmal     | Kirche  |
| Dorfstraße (Karte)           | Kriegerdenkmal     |               | 094 61312          | Kleindenkmal   | BW      |
| Dorfstraße 11 (Karte)        | Bauernhof          |               | 094 61313          | Baudenkmal     | BW      |
| Dorfstraße 18 (Karte)        | Wirtschaftsgebäude |               | 094 61314          | Baudenkmal     | BW      |

### Rockenthin
| Lage                  | Bezeichnung    | Beschreibung | Erfassungs- nummer | Ausweisungsart | Bild           |
| --------------------- | -------------- | ------------ | ------------------ | -------------- | -------------- |
| Dorfplatz (Karte)     | Kirche         |              | 094 25345          | Baudenkmal     | Weitere Bilder |
| Dorfplatz (Karte)     | Kriegerdenkmal |              | 094 25346          | Kleindenkmal   | BW             |
| Dorfstraße 10 (Karte) | Bauernhof      |              | 094 25347          | Baudenkmal     | BW             |
| Dorfstraße 11 (Karte) | Bauernhaus     |              | 094 25348          | Baudenkmal     | BW             |
| Dorfstraße 35 (Karte) | Bauernhof      |              | 094 25349          | Baudenkmal     | BW             |

### Seebenau
| Lage                                     | Bezeichnung           | Beschreibung                                                                     | Erfassungs- nummer | Ausweisungsart | Bild           |
| ---------------------------------------- | --------------------- | -------------------------------------------------------------------------------- | ------------------ | -------------- | -------------- |
| Koordinaten fehlen! Hilf mit.            | Grenzsicherungsanlage | Grenzsicherungsanlage Im Jahr 2023 in das Denkmalverzeichnis eingetragen.        | 094 18895          | Baudenkmal     |                |
| Bundesstraße B 71 (Karte)                | Hoheitszeichen        | Hoheitszeichen                                                                   | 094 15723          | Baudenkmal     | BW             |
| Sebaweg (Karte)                          | Dorfkirche Seebenau   |                                                                                  | 094 05861          | Baudenkmal     | Weitere Bilder |
| Dorfstraße südlich des Ortskerns (Karte) | Turmwindmühle         | Ehemalige Turmwindmühle, später umgebaut zum Gerätehaus der örtlichen Feuerwehr. | 094 25358          | Baudenkmal     | Turmwindmühle  |
| Dorfstraße (Karte)                       | Kriegerdenkmal        | Kriegerdenkmal                                                                   | 094 25351          | Kleindenkmal   | BW             |
| Jan-Kahl-Straße 11 (Karte)               | Bauernhof             |                                                                                  | 094 25352          | Baudenkmal     | BW             |
| Jan-Kahl-Straße 3, 5, 7 (Karte)          | Ortskern              |                                                                                  | 094 25350          | Denkmalbereich | BW             |
| Jan-Kahl-Straße 15 (Karte)               | Bauernhof             |                                                                                  | 094 25353          | Baudenkmal     | BW             |
| Jan-Kahl-Straße 16 (Karte)               | Bauernhof             |                                                                                  | 094 25354          | Baudenkmal     | BW             |
| Jan-Kahl-Straße 6 (Karte)                | Bauernhaus            |                                                                                  | 094 25355          | Baudenkmal     | BW             |
| Erbhofstraße 1a (Karte)                  | Schule                |                                                                                  | 094 25356          | Baudenkmal     | BW             |
| Jan-Kahl-Straße 2 (Karte)                | Gaststätte            | Paucke                                                                           | 094 25357          | Baudenkmal     | BW             |

### Sienau
| Lage                   | Bezeichnung | Beschreibung | Erfassungs- nummer | Ausweisungsart | Bild |
| ---------------------- | ----------- | ------------ | ------------------ | -------------- | ---- |
| Lange Straße 2 (Karte) | Torscheune  |              | 094 25259          | Baudenkmal     | BW   |
| Lange Straße 3 (Karte) | Torscheune  |              | 094 12358          | Baudenkmal     | BW   |
| Lange Straße 7 (Karte) | Bauernhof   |              | 094 05859          | Baudenkmal     | BW   |

### Stappenbeck
| Lage                       | Bezeichnung    | Beschreibung | Erfassungs- nummer | Ausweisungsart | Bild           |
| -------------------------- | -------------- | ------------ | ------------------ | -------------- | -------------- |
| Zur Klauskirche (Karte)    | Klus-Kirche    |              | 094 05952          | Baudenkmal     | Weitere Bilder |
| Zur Klauskirche (Karte)    | Kirche         |              | 094 05958          | Baudenkmal     | Weitere Bilder |
| Zur Klauskirche 21 (Karte) | Kriegerdenkmal |              | 094 61239          | Kleindenkmal   | BW             |
| Zur Klauskirche 40 (Karte) | Wegweiser      |              | 094 61238          | Kleindenkmal   | BW             |
| Zur Klauskirche 17 (Karte) | Bauernhof      |              | 094 61240          | Baudenkmal     | BW             |

### Tylsen
| Lage                                              | Bezeichnung       | Beschreibung   | Erfassungs- nummer | Ausweisungsart               | Bild           |
| ------------------------------------------------- | ----------------- | -------------- | ------------------ | ---------------------------- | -------------- |
| Tylsener Straße am Nordostrand des Dorfes (Karte) | Dorfkirche Tylsen | Kirche         | 094 12596          | Baudenkmal                   | Weitere Bilder |
| Gutshof am Westrand des Dorfes (Karte)            | Neues Schloss     | Schloß         | 094 12293          | Baudenkmal                   | Weitere Bilder |
| Gutshof (Karte)                                   | Park              | Park           | 094 12293 001      | Teilobjekt eines Baudenkmals | BW             |
| Am Speicher am Nordwestrand des Dorfes (Karte)    | Altes Schloss     | Schloss        | 094 05867          | Baudenkmal                   | Weitere Bilder |
| Am Speicher 24, am Alten Schloss (Karte)          | Speicher          | Kornhaus       | 094 12294          | Baudenkmal                   | Speicher       |
| Tylsener Straße 1 - 11, 35 - 46 (Karte)           | Straßenzug        |                | 094 12291          | Denkmalbereich               | Straßenzug     |
| Tylsener Straße 8 (Karte)                         | Gasthof           |                | 094 12292          | Baudenkmal                   | BW             |
| Tylsener Straße 11 (Karte)                        | Pfarrhof          |                | 094 05868          | Baudenkmal                   | BW             |
| Tylsener Straße 13 - 20 (Karte)                   | Rittergut         |                | 094 61248          | Baudenkmal                   | BW             |
| Tylsener Straße 34 (Karte)                        | Wohnhaus          |                | 094 15703          | Baudenkmal                   | BW             |
| Tylsener Straße 35 (Karte)                        | Wohnhaus          | Alter Dorfkrug | 094 06038          | Baudenkmal                   | BW             |
| Tylsener Straße 39 (Karte)                        | Wohnhaus          | Küsterei       | 094 15704          | Baudenkmal                   | Wohnhaus       |

### Wistedt
| Lage              | Bezeichnung    | Beschreibung | Erfassungs- nummer | Ausweisungsart | Bild           |
| ----------------- | -------------- | ------------ | ------------------ | -------------- | -------------- |
| Ortsmitte (Karte) | Kirche         |              | 094 05916          | Baudenkmal     | Weitere Bilder |
| Ortsmitte (Karte) | Kriegerdenkmal |              | 094 25297          | Kleindenkmal   | Kriegerdenkmal |

### Ziethnitz
| Lage                                | Bezeichnung | Beschreibung | Erfassungs- nummer | Ausweisungsart | Bild |
| ----------------------------------- | ----------- | ------------ | ------------------ | -------------- | ---- |
| Dorfstraße 1, 2, 3, 4, 5, 6 (Karte) | Ortslage    |              | 094 25281          | Denkmalbereich | BW   |

## Ehemalige Kulturdenkmale nach Ortsteilen
Die nachfolgenden Objekte waren ursprünglich ebenfalls denkmalgeschützt oder wurden in der Literatur als Kulturdenkmale geführt. Die Denkmale bestehen heute jedoch nicht mehr, ihre Unterschutzstellung wurde aufgehoben oder sie werden nicht mehr als Denkmale betrachtet.

### Hansestadt Salzwedel
| Lage                                                                      | Bezeichnung             | Beschreibung                                                         | Erfassungs- nummer | Ausweisungsart | Bild |
| ------------------------------------------------------------------------- | ----------------------- | -------------------------------------------------------------------- | ------------------ | -------------- | ---- |
| Altperverstraße 17, Nicolaistraße 2 Eckbebauung zur Nicolaistraße (Karte) | Fabrik                  | Fabrik Haus ist zumindest seit Mai 2024 abgerissen.                  | 094 61334          | Baudenkmal     | BW   |
| Holzmarktstraße 5 Altstadt, Eckbebauung zur Kramstraße (Karte)            | Wohn- und Geschäftshaus | Wohn- und Geschäftshaus Haus ist zumindest seit Mai 2024 abgerissen. | 094 61360          | Baudenkmal     | BW   |
| Mittelstraße 3 (Karte)                                                    | Wohnhaus                | Wohnhaus                                                             | 094 05878          | Baudenkmal     | BW   |

## Legende
In den Spalten befinden sich folgende Informationen:
- Lage: Nennt den Straßennamen und wenn vorhanden die Hausnummer des Kulturdenkmals. Die Grundsortierung der Liste erfolgt nach dieser Adresse. Der Link „Karte“ führt zu verschiedenen Kartendarstellungen und nennt die geographischen Koordinaten.
Link zu einem Kartenansichtstool, um Koordinaten zu setzen. In der Kartenansicht sind Baudenkmale ohne Koordinaten mit einem roten bzw. orangen Marker dargestellt und können in der Karte gesetzt werden. Baudenkmale ohne Bild sind mit einem blauen bzw. roten Marker gekennzeichnet, Baudenkmale mit Bild mit einem grünen bzw. orangen Marker.
- Offizielle Bezeichnung: Nennt den Namen, die Bezeichnung oder zumindest die Art des Kulturdenkmals und verlinkt, soweit vorhanden, auf den Artikel zum Objekt.
- Beschreibung: Nennt bauliche und geschichtliche Einzelheiten des Kulturdenkmals, vorzugsweise die Denkmaleigenschaften.
- Erfassungsnummer: Für jedes Kulturdenkmal wird in Sachsen-Anhalt eine 20stellige Erfassungsnummer vergeben. Die letzten zwölf Ziffern werden für die Untergliederung nach Teilobjekten genutzt und werden nur angegeben, soweit vergeben. In dieser Spalte kann sich folgendes Icon  befinden, dies führt zu Angaben zu diesem Baudenkmal bei Wikidata.
- Ausweisungsart: Die Einordnung des Denkmales nach § 2 Abs. 2 DenkmSchG LSA
- Bild: Ein Bild des Denkmales, und gegebenenfalls einen Link zu weiteren Fotos des Kulturdenkmals im Medienarchiv Wikimedia Commons. Wenn man auf das Kamerasymbol klickt, können Fotos zu Kulturdenkmalen aus dieser Liste hochgeladen werden: